# Церковний статут Володимира
Церко́вний стату́т Володи́мира — закони про підсудність церковних судів та пільги на користь церкви, які приписували князеві Володимирові Великому.

## Опис
Устав давав право церкві завідувати мірами і вагами. Зміст його відомий також як «Правило о церковних людех і о десятинах і судах єпископських і о міриліх градських». Документ установлює обсяг взаємовідносин між державою та Церквою й характеризує тогочасне правове становище духовенства. 
В основі документа, на думку С. Юшкова, була берестяна грамота про десятину на церкву Богородиці 995—996 років, яка в наступні століття обросла додатковими нормами. Для надання статутові авторитету автори приписали його князю Володимирові Великому.
У початковому виді до нас не дійшов, а зберігся в пізніших редакціях, час і обставини походження яких є предметом досліджень.
Статут відомий у 7 редакціях, із яких 2 укладені в XII—XIII ст., решта — в XIV—XVI ст..

## Зміст (по спискуІсторичного музеюXV в.)[4][5]
1. В імя Отця і Сина і Святого духа.
2. Се яз, князь великий Василей, нарицаемий Володимер, син Святослав, внук Ігоря [Рюріковича] (и) блаженой княгині Ольги, усприал еcмь крещение святое от греческых цареи Констянтина и Василея, и Фотея патриарха, взях первого митрополита Михаила на Киев, иже крести всю землю Рускую.
3. И по том летом минувшим, создах церковь святую богородицю и дах десятину к ней во всеи земли Рускои княжения от всего суда 10-тыи грош, ис торгу 10-тую неделю, из домовь на всякое лето 10-е всякого стада и всякого живота чюднои матери божии и чудному Спасу.
4. И по том глянул в греческии номоканун [звід церковних правил] и обретох в нем, юже не подобает сих тяж и судов судити князю, ни бояром, ни судьям его.
5. И сгадав со своею княгиною Анной и со своими детьми, дал есмь святой Богородици и митрополиту и всем епископом.
6. А ты не ступают ни дети мои, ни внуци мои, ни род мои в люди церковныя и во все суды.
7. И по всем городом дал есмь, и по погостом, и по свободам, где крестьяне суть.
8. А кто вступит на мое дание, суд мне с тем пред Богом, а митрополиту проклинати его сбором.
9. Дал есмь: роспусты[розлучення], смильное, заставание, умыкание, пошибание промежи мужем и женою о животе, или о племени, или о сватовстве поимутся, ведство, узлы, урекание[клевета] три: розпуста, зелье[?приворот] і еретичество; зубоядение, иже отца и матерь бьют, или сын и дочи бьетася, иже истяжаются о задници.
10. Митрополичи люди церковныи: игумен, игумениа, (поп, попадья[?невідомо]), поповичеве, чернець, черница, дьякон, дьяконовая, проскурница, пономарь, вдовица, калика, стороник, задушный человек, прикладник, хромець, слепец, дьяк и все причетници церковныи.
11. Аще их кто внидет в вину, судити тех митрополиту и епископом опрочи мирян[можливо, без участі світських осіб].

## Видання
- Памятники русского права / Под ред. С. В. Юшкова. М., 1952. Вып. I: Памятники права Киевского государства X—XII вв. / А. А. Зимин.
- Древнерусские княжеские уставы XI—XV вв. / Издание подготовил Я.Н. Щапов. Москва: Наука, 1976, С. 12—84